# Molí del Pla I
El Molí del Pla I és una obra de Santa Maria d'Oló (Moianès) inclosa a l'Inventari del Patrimoni Arquitectònic de Catalunya.

## Descripció
Forma part d'un conjunt de dos molins situats a 80m l'un de l'altre emplaçats a tocar de la Riera del Molí, en el seu pas per sota de Sant Feliuet de Terrassola. En aquest cas el molí es construeix a partir de l'estrat rocós per on transcorre la riera.
La seva planta és quadrada i segurament tindria dos nivells: la sala de molta, de la que es conserven els fonaments de les parets de la planta i el carcabà que es pot apreciar pràcticament sencer. A la sala superior es conserva la mola sotana, coberta per la vegetació.
Al costat sud del molí hi ha la bassa. La vegetació i el fullatge s'han apoderat d'ella. Com que el cacau està colgat pel sòl, no es pot reconèixer la seva morfologia.